# 워시드 아웃
워시드 아웃(Washed Out, 1982년 10월 3일 ~ )는 미국의 싱어송라이터, 음악 프로듀서이다.

## 음반 목록
- Within and Without (2011)
- Paracosm (2013)
- Mister Mellow (2017)
- Purple Noon (2020)